# Nationalpark Oulanka
Der Nationalpark Oulanka, originalsprachlich Oulangan kansallispuisto (finnisch) und Oulanka nationalpark (schwedisch), ist ein Nationalpark in der Taiga von Kuusamo im Nordosten Finnlands.

## Geographie
Der Fluss Oulankajoki – mit seinen Nebenflüssen Savinajoki und Aventojoki die Hauptattraktion der Landschaft – durchfließt den Park in West-Ost-Richtung. Diese Flüsse winden sich stellenweise in vielen Mäandern gemächlich durch den Park oder aber sie bilden schluchtartige Täler mit Stromschnellen und Wasserfällen. Der Oulankajoki hat sein Quellgebiet im Gemeindegebiet von Salla, im nordöstlichen Finnland. Er hat eine Gesamtlänge von 135 km.
Als weiterer landschaftsprägender Fluss ist der Kitkajoki zu nennen. Er und der Kuusinkijoki sind die beiden größten Zuflüsse des Oulankajoki. Der Kitkajoki fließt in den Oulankajoki nahe der russischen Grenze; der Kuusinkijoki fließt ihm jenseits der Grenze zu, einige Kilometer, bevor der Fluss in den See Paanajärvi mündet.
Der Paanajärvi ist ein tiefer (bis zu 128 m) langgestreckter (24 km) und schmaler (1–1,5 km) fjordähnlicher See, der auch als Erweiterung des Oulankajoki angesehen werden kann.
Im Osten grenzt der Park direkt an Russland mit dem Nationalpark Paanajärvi. Beide gemeinsam gelten als Europas größtes grenzüberschreitendes Schutzgebiet mit Russland.

## Geschichte
Schon 1897 gab es Pläne, das Gebiet wegen der Schönheit und besonderen Flora für einen Nationalpark vorzuschlagen. 1917 erfolgte finanziert durch Karl Fazer eine erste Exkursion in das Gebiet, in den 1920er Jahren erfolgten weitere wissenschaftliche Exkursionen durch den Botaniker Kaarlo Linkola. Wegen ungeklärter Besitzverhältnisse sowie des Ausbruchs des Zweiten Weltkriegs wurde der Nationalpark jedoch erst 1956 gegründet und 1982 und 1989 erweitert. Er umfasst heute 290 km².
129,24 km² in der Kernzone des Nationalparks gehören zu den von der European Wilderness Society zertifizierten Wilderness-Gebieten. 16 km des Kitkajoki sowie 26 km des Oulankajoki sind zudem als WILDRiver zertifiziert.

## Natur
Im Nationalpark ist eine für die boreale Zone sehr artenreiche Pflanzenwelt anzutreffen, da sich hier – aufgrund des Wechsels von kalk- und silikathaltigem Gestein,  des Geländeprofils sowie der klimatischen Gegebenheiten – die Verbreitungsgebiete von Arten überschneiden, deren Schwerpunkte weiter im Norden, Westen, Süden oder Osten liegen. Den Großteil des Parks bildet lichter Kiefern-Heidewald, durchsetzt von Flächen dichterer Fichtenwäldern und zahlreichen Mooren. Hervorzuheben sind insbesondere Orchideen, so der Gelbe Frauenschuh und die rosafarbene Norne, auch venus slipper oder fairy slipper genannt, die als Flaggschiffart im Emblem des Nationalparks erscheint.
Zu den häufig vorkommenden großen Säugetierarten im Park gehören neben dem halbwilden Rentier der Samen Elch, Braunbär, Marderhund, Dachs und Fischotter. Seltener ist das Vorkommen von Luchs und Wolf. Insgesamt leben hier 30 Säugetierarten, über 120 Vogelarten und über 7000 Insektenarten. Zu den im Park beobachtbaren Vogelarten zählen Unglückshäher, Birkenzeisig, Lapplandmeise und Haubenmeise, Bergfink, Gimpel, Dreizehenspecht, Waldammer, Mauersegler (in den Canyons), Auerhuhn, Haselhuhn und Seidenschwanz. Im Bereich des Savinajoki liegt ein wichtiges Brutgebiet des Singschwans. Auf den kleinen Seen leben Prachttaucher, Samt- und Trauerenten sowie Zwergsäger. In den Mooren kommen einige ornithologische Besonderheiten wie Zwergschnepfe, Sumpfläufer und Odinshühnchen vor. Die seltensten Raritäten des Parks sind der Blauschwanz und die Zwergammer.

## Freizeit
Der Oulanka ist einer der populärsten und meistbesuchten Nationalparks Finnlands. Der Oulankajoki lädt zu mehrtägigen Kanutouren und Raftingtrips ein. Die meisten Interessierten kommen zum Besucherzentrum im Tal des Oulankajoki, viele Wanderer machen ein- oder mehrtägige Wanderungen über den Trail der Bärenrunde. Es gibt zwei Informationsstützpunkte – das Oulanka Visitors Centre unweit der Stromschnellen des Oulankajoki im Zentrum des Parks sowie das Karhunkierros Visitor Centre mit Schautafeln, Informationen über die Pflanzen und Tiere im Park (Karhu ist das finnische Wort für den Braunbären). Ergänzend zur Bärenrunde gibt es zahlreiche kürzere Trails. Alle sind sie durch farbliche Punkte markiert und haben zusätzlich ihre eigenen Symbole. Der Bärentrail beispielsweise ist durch Metallschilder gekennzeichnet, bei denen die Bärensilhuette ausgeschnitten ist. Die Trails haben durch das Übersetzen mit einem Cable Boat, wie beim Keroharju Hiking Trail, oder durch Hängebrücken und Ausblicke auf die Canyons einen eigenen Reiz.